# Happy Valley Athletic Association
El Happy Valley Athletic Association es un club de fútbol hongkonés de la ciudad de Kowloon Bay. Fue fundado en 1950 y juega en la Primera División de Hong Kong.

## Historia
EL Happy Valley ganó la última Primera División de Hong Kong en la temporada 2005-06, perdiendo un solo juego. Esta liga fue la cuarta ganada por el Happy Valley en ocho temporadas.
El 5 de enero de 2014, siete jugadores y el cuerpo técnico del Happy Valley fueron detenidos por la Comisión Independiente contra la Corrupción de Hong Kong (CICC) por las denuncias con el amaño de partidos. El 12 de febrero de 2014, la Asociación de Fútbol de Hong Kong anunció que el Happy Valley sería suspendido de la Primera División de la Liga y de la Copa FA por el resto de la temporada 2013-14.

## Jugadores

### Números retirados
- 8:  Cheung Sai Ho, MED; homenaje póstumo.

## Palmarés

### Torneos nacionales
- Hong Kong First Division (6): 1964-65, 1988-89, 1998-99, 2000-01, 2002-03, 2005-06
- Hong Kong Second Division (3): 1958-59, 1969-70, 2016-17
- Hong Kong Third Division (3): 1957-58, 1968-69
- Hong Kong Senior Shield (6): 1969-70, 1977-78, 1982-83, 1989-90, 1997-98, 2003-04
- FA Cup (2): 1999-00, 2003-04
- League Cup (1): 2000-01
- Copa Viceroy (1): 1975-76

## Participación en competiciones de la AFC
| Temporada | Torneo                  | Ronda            | Club                      | Casa   | Visita | Global     |
| --------- | ----------------------- | ---------------- | ------------------------- | ------ | ------ | ---------- |
| 1998/99   | Asian Cup Winners' Cup  | 1                | PIA FC                    | (w/o)1 |        |            |
| 1998/99   | Asian Cup Winners' Cup  | 2                | New Radiant               | 5-1    | 1-3    | 6-4        |
| 1998/99   | Asian Cup Winners' Cup  | Cuartos de final | Chunnam Dragons           | 0-3    | 1-4    | 1-7        |
| 2000      | Asian Club Championship | 1                | Thể Công                  | (w/o)2 |        |            |
| 2000/01   | Asian Cup Winners Cup   | 2                | Nagoya Grampus Eight      | 0-3    | 3-1    | 6-1        |
| 2002      | Asian Club Championship | 1                | GD Lam Pak                | 7-0    | 5-0    | 12-0       |
| 2002      | Asian Club Championship | 2                | Dalian Shide              | 0-2    | 1-8    | 1-10       |
| 2005      | AFC Cup                 | Grupo E          | New Radiant               | 0-2    | 2-0    | 4.º lugar  |
| 2005      | AFC Cup                 | Grupo E          | Home United               | 0-1    | 5-0    | 4.º lugar  |
| 2005      | AFC Cup                 | Grupo E          | Pahang FA                 | 1-1    | 3-1    | 4.º lugar  |
| 2006      | AFC Cup                 | Grupo F          | Hurriyya SC               | 3-0    | 1-1    | 3.er lugar |
| 2006      | AFC Cup                 | Grupo F          | Tampines Rovers           | 0-4    | 3-1    | 3.er lugar |
| 2006      | AFC Cup                 | Grupo F          | Selangor FA               | 2-3    | 4-3    | 3.er lugar |
| 2007      | AFC Cup                 | Grupo E          | New Radiant               | 2-1    | 0-2    | 3.er lugar |
| 2007      | AFC Cup                 | Grupo E          | Singapore Armed Forces FC | 1-4    | 2-1    | 3.er lugar |
| 2007      | AFC Cup                 | Grupo E          | Mahindra United           | 2-1    | 3-1    | 3.er lugar |

1. PIA abandonó el torneo.

2. Happy Valley abandonó el torneo.